# Obora (Tachov)
Obora (in tedesco Thiergarten) è un comune della Repubblica Ceca facente parte del distretto di Tachov, nella regione di Plzeň.